# Romia (ö i Eritrea)
Romia är en ö i Eritrea. Den ligger i den nordöstra delen av landet, 180 km nordost om huvudstaden Asmara.